# Cameron (Virgínia de l'Oest)
Cameron és una població dels Estats Units a l'estat de Virgínia de l'Oest. Segons el cens del 2000 tenia 1.212 habitants.

## Demografia
Segons el cens del 2000, Cameron tenia 1.212 habitants, 478 habitatges, i 305 famílies. La densitat de població era de 525,8 habitants per km².
Dels 478 habitatges en un 27,6% hi vivien nens de menys de 18 anys, en un 45,6% hi vivien parelles casades, en un 13,8% dones solteres, i en un 36% no eren unitats familiars. En el 31% dels habitatges hi vivien persones soles el 20,1% de les quals corresponia a persones de 65 anys o més que vivien soles. El nombre mitjà de persones vivint en cada habitatge era de 2,41 i el nombre mitjà de persones que vivien en cada família era de 2,99.
Per edats la població es repartia de la següent manera: un 24% tenia menys de 18 anys, un 8,7% entre 18 i 24, un 23,4% entre 25 i 44, un 21% de 45 a 60 i un 22,9% 65 anys o més.
L'edat mediana era de 41 anys. Per cada 100 dones de 18 o més anys hi havia 77,1 homes.
La renda mediana per habitatge era de 25.119 $ i la renda mediana per família de 26.958 $. Els homes tenien una renda mediana de 31.875 $ mentre que les dones 14.438 $. La renda per capita de la població era d'11.447 $. Entorn del 26,9% de les famílies i el 30,6% de la població estaven per davall del llindar de pobresa.

## Poblacions més properes
El següent diagrama mostra les poblacions més properes.